# Črpalka
Črpalke so delovni stroji. Imamo dve veliki skupini: volumenske ali izrivne in turbinske ali pretočne črpalke. Volumenske črpalke se delijo naprej na batne, ki so najpomembnejše, na rotacijske in na membranske črpalke.
Batna črpalka spada k energetskim volumenskim strojem. Značilna veličina je spreminjajoč se delovni prostor, ki je posledica premega gibanja bata v valju. Namen stroja je, da se pri nestisljivih snoveh v eni ali več stopnjah povečuje energija, na primer pri vodi, tako da se delovni snovi poveča tlak. Zato je stroju treba dovajati delo, na primer električno energijo, ki se v valju spreminja v tlačno energijo. Značilno za batno črpalko je - v primerjavi s turbinsko - manjši pretok, imenovan dobavna količina in višji tlak, imenovan dobavna višina. Batna črpalka je samosesalna in ima dober izkoristek, njena slaba stran je neenakomerna dobava, majhna vrtilna frekvenca in velika poraba prostora. Konstrukcija in delovanje batne črpalke je podobno batnemu kompresorju.
Področje uporabe batnih črpalk je raznoliko: transport močno viskoznih fluidov, kot so olja, paste, cement, nadalje dozirne črpalke v procesni industriji in pri motorjih Diesel, visokotlačne črpalke pri obdelovalnih strojih in naftni industriji, črpalke v hidravličnih regulacijskih sistemih.
Rotacijska črpalka spada k energetskim volumenskim strojem. Značilna veličina je spreminjajoč se delovni prostor, ki je posledica ekscentrično nameščenega rotorja. Primera: zobniška črpalka za mazalna olja, krilna črpalka v pogonski tehniki.
Membranska črpalka spada k energetskim volumenskim strojem. Značilna veličina je spreminjajoč se delovni prostor, ki je posledica nihanja opne. Primer: mebranska črpalka.
Turbinska črpalka spada k energetskim turbinskim strojem. Značilno za turbinsko črpalko je kolut, na katerega so pritrjene posebej oblikovane lopatice, med katerimi teče delovna snov. Namen stroja je, da se pri nestisljivih snoveh v eni ali več stopnjah povečuje energija, na primer pri vodi, tako da se delovni snovi poveča tlak. Zato je stroju treba dovajati delo, na primer električno energijo, ki se v lopaticah spreminja v kinetično energijo. Značilno za turbinsko črpalko je - v primerjavi z batno - večji pretok, imenovan dobavna količina, nižji tlak, imenovan dobavna višina in večja vrtilna frekvenca. Konstrukcija in delovanje turbinske črpalke je podobno turbinskemu kompresorju. Turbinske črpalke so podobno kot turbinski kompresorji razvrščeni na radialne in aksialne.
Področje uporabe turbinskih črpalk je raznoliko. Procesna tehnika: industrija različnih kemikalij, petrokemija, industrija celuloze in papirja, prehrambena industrija. Preskrba mest: vodovodne, toplovodne in kanalizacijske črpalke, čistilne naprave. Energetska postrojenja: črpalke za hladilno vodo, za kondenzat, za kotlovsko vodo, reaktorske črpalke. Vodno gospodarstvo: pitna in namakalna voda, čiščenje voda, pridobivanje sladke vode iz morske.
Posebne črpalke ni mogoče uvrstiti ne med volumenske niti med turbinske. Vsem tem črpalkam se skupno le to, da nimajo gibajočih se delov, izrabljajo pa nekatere fizikalne lastnosti delovne snovi. Po definiciji za energetske stroje spadajo te črpalke lahko tudi med energetske naprave in ne med stroje. Nekaj primerov.
- Črpalka na vodni ali parni curek deluje zaradi izmenjave impulza med hitro tekočo pogonsko tekočino in počasi tekočo črpano tekočino. Govorimo o ejektorju, če črpa delovno snov iz posode, in injektorju, če jo potiska v posodo. Ne potrebuje dodatne energije.

- Hidravlični oven deluje na osnovi skokovitega povečanja tlaka, ki nastane pri periodično ponavljajočem se hidravličnem udaru v sesalnem cevovodu: izrablja potencialno energijo dotekajoče črpane delovne snovi in zato ne potrebuje dodatne pogonske energije

- Mamutska črpalka deluje zaradi vzgona viskoznega fluida, ki je razredčen s plinom, ki ga vpihujemo na sesalnem ustju.

- Elektromagnetna črpalka izrablja Biot-Savartove sile, ki nastanejo, če je tok fluida v magnetnem polju, skozi katerega teče električni tok.